# Савойское (Конотопский район)
Савойское (укр. Савойське) — село,
Сахновский сельский совет,
Конотопский район,
Сумская область,
Украина.
Код КОАТУУ — 5922087605. Население по переписи 2001 года составляло 60 человек.

## Географическое положение
Село Савойское находится у истоков безымянного ручья, который через 9 км впадает в реку Езуч.
Примыкает к селу Бондари.
Рядом находится небольшой лесной массив урочище Монашеское.